# Episodi di Initial D

Logo della serie Initial D First Stage

Questa è la lista degli episodi dell'anime Initial D, adattamento dell'omonimo manga di Shuichi Shigeno.
Il manga è stato trasposto in più serie televisive anime, che Avex ha pubblicato suddividendole in diverse parti che prendono il nome di Stages.
La prima serie anime, intitolata semplicemente Initial D e talvolta nota come Initial D First Stage per distinguerla dalle successive, è stata diretta da Shin Misawa e prodotta da OB Planning e Prime Direction e animata da Studio Comet in collaborazione con Gallop. La serie, così come le successive, alterna l'animazione tradizionale con CGI per le vetture da corsa. È stata trasmessa in Giappone su Fuji TV dal 19 aprile al 6 dicembre 1998 per un totale di 26 episodi. La sigla d'apertura è around the world (ep. 1-19) mentre quella di chiusura è Rage your dream (ep. 1-14) entrambe cantate dal gruppo Move. La seconda coppia di sigle invece è composta da BREAK IN2 THE NITE cantata sempre dai Move in apertura (ep. 20-26) e Kiseki no hana (奇蹟の薔薇（キセキノハナ）?) dei gruppo Galla (ep. 15-26). In Italia i diritti della serie sono stati acquisiti da Shin Vision che ha pubblicato 3 DVD contenenti i primi 12 episodi (4 episodi per disco) dal 15 dicembre 2004 al 12 settembre 2005; in seguito alla chiusura della casa editrice, la serie non è mai stata completata. Inoltre il primo episodio è stato trasmesso su MTV il 10 settembre 2005 durante l'Anime Week del 2005. Nella versione italiana sono state mantenute le sigle originali. La prima trasposizione animata racconta l'avvicinamento al mondo delle corse del protagonista della serie, Takumi Fujiwara, con le sue prime vittorie sul valico casalingo di Akina.
Una seconda serie televisiva, dal titolo Initial D Second Stage, è stata diretta da Shin'ichi Masaki e prodotta dallo studio Pastel. È stata trasmessa in Giappone su Fuji TV dal 15 ottobre 1999 al 21 gennaio 2000 per un totale di 13 episodi. Le sigle sono rispettivamente Blazin' Beat dei Move (apertura) e Kimi ga iru (キミがいる?) dei Galla (chiusura). Takumi affronta nuove sfide, per la prima volta al di fuori del monte Akina; si approfondisce il suo rapporto con la sua misteriosa compagna di scuola Natsuki Mogi, di cui scoprirà un terribile segreto e per cui subirà la sua prima sconfitta in gara.
Una miniserie OAV spin-off, Initial D Extra Stage, è stata diretta da Shishi Yamaguchi e prodotta nuovamente da Pastel. Composta da 2 episodi, questi sono stati pubblicati direttamente per il mercato home video il 22 marzo 2001. Le sigle sono rispettivamente Get it All Right di Chilu (apertura) e NEXTdi Michiko Neya e Yumi Kakazu (chiusura). Le puntate, ambientate poco dopo Second Stage e prima di Third Stage, approfondiscono alcuni degli aspetti solo accennati dalla serie; entrambi gli OAV sono incentrati sui personaggi di Mako e Sayuki, componenti principali del team Impact Blue alla guida della loro Nissan Sileighty blu.
Un film, Initial D Third Stage, è stato diretto da Fumitsugu Yamaguchi e prodotto da Studio Deen in collaborazione con Pastel, che si è occupato della CGI. Il lungometraggio è uscito nelle sale cinematografiche giapponesi il 13 gennaio 2001. La sigla d'apertura è Gamble Rumble dei move mentre quelle di chiusura sono rispettivamente JIRENMA degli Every Little Thing e THE RACE IS OVER di Dave Rodgers, quest'ultima impiegata durante i titoli di coda. Ambientato tra Second Stage e Fourth Stage, racchiude in poco più di un'ora e mezza l'avvicinamento di Takumi al Project D di Ryosuke Takahashi e l'allontanamento del protagonista dalla sempre amata Natsuki Mogi. In Giappone ha incassato 520 milioni di yen al botteghino.
Un OAV, Initial D Battle Stage, è stato diretto da Shishi Yamaguchi e prodotto da Studio Deen. Uscito il 15 maggio 2002, l'OAV non è altri che una raccolta delle varie gare delle prime tre serie, escludendo Extra Stage, a cui sono stati tolti quasi tutti i dialoghi, lasciando così allo spettatore principalmente la guida pura. La sigla di chiusura è Don't You Wanna Be Free di Wain L. Le scene presenti in First Stage sono state rianimate e rimasterizzate con la CGI più avanzata impiegata in Third Stage, tuttavia i disegni dei personaggi rimangono gli originali. Inoltre viene mostrata una gara non presente né nel manga né nell'anime, dove si alterna la nuova CGI con la classica grafica per i personaggi. Uno speciale, dal titolo Initial D to the Next Stage - Project D e mukete, è stato diretto da Fumitsugu Yamaguchi. Uscito il 22 marzo 2003, funge da riassunto degli eventi da First Stage fino a Third Stage, il tutto accompagnato dai commenti dello staff e un'anteprima della realizzazione di Fourth Stage.
Una terza serie televisiva, Initial D Fourth Stage, è stata diretta da Tsuneo Tominaga e prodotta da A.C.G.T. È stata trasmessa in Giappone su Animax e SkyPerfecTV dal 17 aprile 2004 al 18 febbraio 2006 per un totale di 24 episodi andati in onda a coppie di 2 ogni 2 mesi. La prima coppia di sigle, impiegata per gli episodi 1-10, è composta dai brani DOGFIGHT (apertura) e Blast My Desire (chiusura) entrambe dei move. La seconda doppia di canzoni invece, adoperata per gli episodi 11-24, presenta Noizy Tribe (apertura) e Nobody reason 〜 Noa no hakobune (Nobody reason〜ノアの方舟?) (chiusura) sempre dei move. La serie narra della creazione del Project D e delle gare che il Team ha affrontato nei vari distretti giapponesi.
Un ulteriore OAV, Initial D Battle Stage 2, è stato diretto da Tsuneo Tominaga e prodotto da A.C.G.T. Uscito il 30 maggio 2007, Battle Stage 2 è una raccolta delle gare originariamente presenti in Fourth Stage dove è stata mantenuta la stessa identica CGI. Sia in apertura che in chiusura viene impiegato un brano intitolato Special Mega-Mix from Battle Digest, il quale è un remix di varie canzoni di diversi artisti. Presenta le prime due gare di Keisuke come parte del Project D, quest'ultime mai apparse in Fourth Stage. Un altro OAV, Initial D Extra Stage 2, prodotto dal medesimo staff del precedente, è uscito il 3 ottobre 2008. Le sigle sono rispettivamente Sōkyū no flight (蒼穹のflight?) (apertura) e Key Ring (chiusura) dei move. Battle Stage 2 narra della relazione tra Mako Sato delle Impact Blue e Iketani degli SpeedStars, collocata successivamente alla storia secondaria presente nel manga.
Una quarta serie televisiva, Initial D Fifth Stage, è stata diretta da Mitsuo Hashimoto e prodotta da SynergySP. È stata trasmessa in Giappone su SKY PerfecTV! e Animax dal 9 novembre 2012 al 10 maggio 2013 per un totale di 14 episodi andati in onda a coppie di 2 ogni 2 mesi. La sigla d'apertura è Raise Up dei move mentre quella di chiusura sono Flyleaf dei CLUTCHO (ep. 1-6) e Yuushuusouka (夕愁想花?) dei move (ep. 7-14). Continuano le gare per Project D, l'ultimo atto vede i due assi Takumi Fujiwara e Keisuke Takahashi affrontare le temibili squadre della prefettura di Kanagawa.
Una quinta serie televisiva, Initial D Final Stage, è stata diretta e prodotta dal medesimo staff della precedente. È stata trasmessa in Giappone su Animax dal 16 maggio al 22 giugno 2014 per un totale di 4 episodi. Le sigle sono Outsoar the Rainbow (apertura), Gamble Rumble (chiusura, ep. 1-3) e Rage your dream (chiusura, ep. 4); tutti i brani sono cantati dai move. La serie, collocata a livello cronologico subito dopo Fifth Stage, funge da conclusione della serie animata.
Un ulteriore OAV, Shin Gekijō-ban Initial D: Battle Digest, è uscito il 7 gennaio 2022. Si tratta di una compilation della trilogia di film Legend, dove vengono mostrate le scene delle singole gare con una nuova colonna sonora. Un altro OAV, Initial D Battle Stage 3, è stato diretto da Mitsuo Hashimoto. Pubblicato il 5 marzo 2021, mostra tutte le gare presenti in Fifth Stage e Final Stage, senza presentare nuove sfide e rimuovendo tutti i dialoghi tra i personaggi. Le sigle sono rispettivamente EUROHERO di NEO (apertura) e Take Me Higher 2020 di Dave Rodgers (chiusura).

## Lista episodi

### Initial D First Stage
| Nº serie | Nº | Titolo italiano Giapponese 「Kanji」 - Rōmaji - Traduzione letterale                                                                             | In onda           | In onda               |
| Nº serie | Nº | Titolo italiano Giapponese 「Kanji」 - Rōmaji - Traduzione letterale                                                                             | Giapponese        | Italiano (home video) |
| 1        | 1  | L'ultimo "drift" da venditore di tofu 「究極のとうふ屋ドリフト」 - Kyūkyoku no tōfu ya Dorifuto – "L'ultimo drift del venditore di tofu"         | 19 aprile 1998    | 15 dicembre 2004      |
| 2        | 2  | Giuramento di vendetta! Ruggisci, turbo 「リベンジ宣言!ほえるターボ」 - Ribenji sengen! Hoeru Tābo – "Dichiarazione di vendetta! Turbo ruggente" | 26 aprile 1998    | 15 dicembre 2004      |
| 3        | 3  | L'arrivo dello specialista in discesa 「ダウンヒルスペシャリスト登場」 - Daunhiru Supesharisuto tōjō – "Arriva lo specialista della discesa"     | 3 maggio 1998     | 15 dicembre 2004      |
| 4        | 4  | Inizia la sfida! 「交流戦突入!」 - Kōryū-sen totsunyū! – "La battaglia ha inizio!"                                                               | 10 maggio 1998    | 15 dicembre 2004      |
| 5        | 5  | Fine della sfida! Dog Fight! 「決着!ドッグファイト!」 - Ketchaku! Doggu Faito! – "Epilogo! Dog Fight!"                                           | 17 maggio 1998    | 6 maggio 2005         |
| 6        | 6  | Un nuovo sfidante 「新たなる挑戦者」 - Aratanaru chōsen-sha – "Un nuovo sfidante"                                                                | 24 maggio 1998    | 6 maggio 2005         |
| 7        | 7  | Orgoglio di pilota 「走りやのプライド」 - Hashiri ya no Puraido – "L'orgoglio di un pilota"                                                      | 14 giugno 1998    | 6 maggio 2005         |
| 8        | 8  | Allo scadere del tempo 「タイムアップ寸前!」 - Taimuappu sunzen! – "Poco prima che il tempo scada!"                                              | 27 giugno 1998    | 6 maggio 2005         |
| 9        | 9  | Sfida al limite 「限界バトル!」 - Genkai Batoru! – "Battaglia al limite!"                                                                        | 28 giugno 1998    | 12 settembre 2005     |
| 10       | 10 | Esplosione! I cinque tornanti consecutivi 「爆裂!5連ヘアピン」 - Bakuretsu! 5-ren Heapin – "Esplosione! 5 tornanti consecutivi"                  | 5 luglio 1998     | 12 settembre 2005     |
| 11       | 11 | L'apparizione di "Dangerous" Shingo 「デンジャラス慎吾登場!」 - Denjarasu Shingo tōjō! – "Appare Dangerous Shingo!"                              | 12 luglio 1998    | 12 settembre 2005     |
| 12       | 12 | Il Death Match assassino delle FR! 「FR殺しのデスマッチ!」 - FR goroshi no Desumatchi! – "Il Death Match assassino delle FR!"                    | 2 agosto 1998     | 12 settembre 2005     |
| 13       | 13 | Il primo appuntamento di Itsuki 「イツキの初デート」 - Itsuki no hatsu Dēto – "Il primo appuntamento di Itsuki"                                  | 9 agosto 1998     | -                     |
| 14       | 14 | 「進化するドリフト天才!」 - Shinka suru Dorifuto tensai! – "Il genio del Drift in evoluzione!"                                                   | 16 agosto 1998    | -                     |
| 15       | 15 | 「拓海•怒涛の激走!」 - Takumi dotō no gekisō! – "La corsa furiosa di Takumi!"                                                                    | 23 agosto 1998    | -                     |
| 16       | 16 | 「碓氷峠のエンジェル」 - Usui tōge no Enjeru – "L'angelo del passo di Usui"                                                                      | 30 agosto 1998    | -                     |
| 17       | 17 | 「サドンデス•デスマッチ」 - Sadondesu Desumatchi – "Death Match a morte improvvisa"                                                              | 13 settembre 1998 | -                     |
| 18       | 18 | 「熱風!激走!碓氷峠」 - Neppū! Gekisō! Usui tōge – "Venti caldi! Guida pazza! Passo di Usui"                                                      | 20 settembre 1998 | -                     |
| 19       | 19 | 「決着!スーパードリフト」 - Ketchaku! Sūpā Dorifuto – "Insediamento! Super Drift"                                                                | 27 settembre 1998 | -                     |
| 20       | 20 | 「ジ•エンド•オブ•サマー」 - Ji.Endo.Obu.Samā – "The End of Summer"                                                                               | 2 ottobre 1998    | -                     |
| 21       | 21 | 「スパースターからの挑戦状」 - Supāsutā kara no chōsen-jō – "Sfida da una superstar"                                                             | 18 ottobre 1998   | -                     |
| 22       | 22 | 「激闘!ヒルクライム」 - Gekitō! Hiru Kuraimu – "Lotta feroce! Hill Climb"                                                                        | 25 ottobre 1998   | -                     |
| 23       | 23 | 「雨のダウンヒルバトル!」 - Ame no Daunhiru Batoru! – "Battaglia in discesa sotto la pioggia!"                                                   | 8 novembre 1998   | -                     |
| 24       | 24 | 「赤城の白い彗星!」 - Akagi no shiroi suisei! – "La cometa bianca di Akagi!"                                                                     | 15 novembre 1998  | -                     |
| 25       | 25 | 「決戦!ラストバトル」 - Kessen! Rasuto Batoru – "Battaglia decisiva! Last Battle"                                                                | 29 novembre 1998  | -                     |
| 26       | 26 | 「新ダウンヒル伝説!」 - Shin Daunhiru densetsu! – "La nuova leggenda della discesa!"                                                             | 6 dicembre 1998   | -                     |

### Initial D Second Stage
| Nº serie | Nº | Titolo italiano (traduzione letterale) Giapponese 「Kanji」 - Rōmaji                                                          | In onda          | In onda |
| Nº serie | Nº | Titolo italiano (traduzione letterale) Giapponese 「Kanji」 - Rōmaji                                                          | Giapponese       |         |
| 27       | 1  | Super Weapon proibita! 「掟やぶりのスーパーウエポン!」 - Okite ya buri no Sūpāuepon!                                          | 15 ottobre 1999  |         |
| 28       | 2  | Lan Evo Corps: la sortita di Akina! 「ランエボ軍団、秋名出撃!」 - Ran'ebo gundan, Akina shutsugeki!                           | 22 ottobre 1999  |         |
| 29       | 3  | Premonizione della sconfitta 「敗北の予感」 - Haiboku no yokan                                                                | 29 ottobre 1999  |         |
| 30       | 4  | La vittoria che non brucia 「燃えない勝利」 - Moenai shōri                                                                    | 5 novembre 1999  |         |
| 31       | 5  | Countdown per la rovina 「破滅へのカウントダウン」 - Hametsu e no Kauntodaun                                                  | 18 novembre 1999 |         |
| 32       | 6  | Addio Otto-Sei 「さようならハチロク」 - Sayōnara Hachi-Roku                                                                   | 19 novembre 1999 |         |
| 33       | 7  | Akagi Battle! Il lampo in bianco e nero! 「赤城バトル! 白と黒の閃光!」 - Akagi Batoru! Shiro to kuro no senkō!                | 26 novembre 1999 |         |
| 34       | 8  | Questa macchina è feroce 「そのクルマ 凶暴につき」 - Sono kuruma kyōbō ni tsuki                                               | 3 dicembre 1999  |         |
| 35       | 9  | La nascita della nuova Otto-Sei 「ニューハチロク誕生」 - Nyū Hachi-Roku tanjō                                                 | 10 dicembre 1999 |         |
| 36       | 10 | La dichiarazione di guerra del turbo della Otto-Sei 「宣戦布告ハチロクターボ」 - Sensen fukoku Hachi-Roku Tābo                | 17 dicembre 1999 |         |
| 37       | 11 | Il sigillo è sbloccato... 「封印は解き放たれた..」 - Fūin wa tokihanata reta...                                               | 7 gennaio 2000   |         |
| 38       | 12 | Otto-Sei VS Otto-Sei: La battaglia delle anime 「ハチロクVSハチロク 魂のバトル」 - Hachi-Roku VS Hachi-Roku tamashī no Batoru | 14 gennaio 2000  |         |
| 39       | 13 | Nel mutare delle stagioni 「移りゆく季節のなかで」 - Utsuri yuku kisetsu no naka de                                           | 21 gennaio 2000  |         |

### Initial D Extra Stage
| Nº serie | Nº | Titolo italiano (traduzione letterale) Giapponese 「Kanji」 - Rōmaji                 | Prima edizione | Prima edizione |
| Nº serie | Nº | Titolo italiano (traduzione letterale) Giapponese 「Kanji」 - Rōmaji                 | Giapponese     |                |
| 40       | 1  | Oltre l'Impact Blue... 「インパクトブルーの彼方に…」 - Inpakuto Burū no kanata ni... | 22 marzo 2001  |                |
| 41       | 2  | Sentimental White 「センチメンタルホワイト」 - Senchimentaru Howaito                 | 22 marzo 2001  |                |

### Initial D Battle Stage
| Nº | Titolo italiano (traduzione letterale) Giapponese 「Kanji」 - Rōmaji       | Prima edizione | Prima edizione |
| Nº | Titolo italiano (traduzione letterale) Giapponese 「Kanji」 - Rōmaji       | Giapponese     |                |
| 1  | Initial D Battle Stage 「頭文字D BATTLE STAGE」 - Inisharu Dī BATTLE STAGE | 15 maggio 2002 |                |

### Initial D Fourth Stage
| Nº serie | Nº | Titolo italiano (traduzione letterale) Giapponese 「Kanji」 - Rōmaji                       | In onda          | In onda |
| Nº serie | Nº | Titolo italiano (traduzione letterale) Giapponese 「Kanji」 - Rōmaji                       | Giapponese       |         |
| 44       | 1  | Project D 「プロジェクトD」 - Purojekuto D                                                 | 17 aprile 2004   |         |
| 45       | 2  | A tutto gas! Downhill Battle 「全開!ダウンヒルバトル」 - Zenkai! Daunhiru Batoru           | 17 aprile 2004   |         |
| 46       | 3  | L'uomo più forte del liceo Todo 「東堂塾最強の男」 - Tōdō juku saikyō no otoko             | 20 giugno 2004   |         |
| 47       | 4  | Due parole di consiglio 「二つのアドバイス」 - Futatsu no Adobaisu                         | 20 giugno 2004   |         |
| 48       | 5  | La Start Line per la vittoria 「勝利へのスタートライン」 - Shōri e no Sutāto Rain          | 22 agosto 2004   |         |
| 49       | 6  | Blind Attack 「ブラインド•アタック」 - Buraindo Atakku                                     | 22 agosto 2004   |         |
| 50       | 7  | Il tempestoso turbo della Otto-Cinque 「嵐のハチゴーターボ」 - Arashi no Hachi-Gō Tābo     | 16 ottobre 2004  |         |
| 51       | 8  | La FD Battle del destino 「運命のFDバトル」 - Unmei no FD Batoru                           | 16 ottobre 2004  |         |
| 52       | 9  | La confessione di Kyoko 「恭子の告白」 - Kyōko no kokuhaku                                 | 18 dicembre 2004 |         |
| 53       | 10 | L'arma definitiva della Saitama Area 「埼玉エリア最終兵器」 - Saitama Eria saishū heiki    | 18 dicembre 2004 |         |
| 54       | 11 | La piovosa Downhill Battle 「雨のダウンヒルバトル」 - Ame no Daunhiru Batoru               | 19 febbraio 2005 |         |
| 55       | 12 | Lo Straight conflittuale 「葛藤のストレート」 - Kattō no Sutorēto                          | 19 febbraio 2005 |         |
| 56       | 13 | Motivation 「モチベーション」 - Mochibēshon                                                | 16 aprile 2005   |         |
| 57       | 14 | Il triste Lonely Driver 「悲しきロンリードライバー」 - Kanashiki Ronrīdo Raibā             | 16 aprile 2005   |         |
| 58       | 15 | 4WD Complex 「4WDコンプレックス」 - 4WD Konpurekkusu                                       | 18 giugno 2005   |         |
| 59       | 16 | La furiosa Hill Climb 「怒りのヒル•クライム」 - Ikari no Hiru Kuraimu                      | 18 giugno 2005   |         |
| 60       | 17 | La battaglia finale della Saitama Area 「埼玉エリア最終決戦」 - Saitama Eria saishū kessen | 20 agosto 2005   |         |
| 61       | 18 | Last Drive 「ラスト•ドライブ」 - Rasuto Doraibu                                            | 20 agosto 2005   |         |
| 62       | 19 | God Foot e God Arm 「ゴッドフットとゴッドアーム」 - Goddo Futto to Goddo Āmu               | 15 ottobre 2005  |         |
| 63       | 20 | GT-R trascendente! 「超絶GT-R!」 - Chōzetsu GT-R!                                          | 15 ottobre 2005  |         |
| 64       | 21 | Dogfight 「ドッグファイト」 - Doggufaito                                                   | 17 dicembre 2005 |         |
| 65       | 22 | Il mago della One-Hand Steer 「ワンハンドステアの魔術」 - Wan Hando Sutea no majutsu       | 17 dicembre 2005 |         |
| 66       | 23 | Endless Battle 「エンドレスバトル」 - Endoresu Batoru                                      | 18 febbraio 2006 |         |
| 67       | 24 | La sfida senza fine 「終わらない挑戦」 - Owaranai chōsen                                   | 18 febbraio 2006 |         |

### Initial D Battle Stage 2
| Nº | Titolo italiano (traduzione letterale) Giapponese 「Kanji」 - Rōmaji             | Prima edizione | Prima edizione |
| Nº | Titolo italiano (traduzione letterale) Giapponese 「Kanji」 - Rōmaji             | Giapponese     |                |
| 1  | Initial D Battle Stage 2 「頭文字D Battle Stage 2」 - Inisharu Dī Battle Stage 2 | 30 maggio 2007 |                |

### Initial D Extra Stage 2
| Nº | Titolo italiano (traduzione letterale) Giapponese 「Kanji」 - Rōmaji | Prima edizione | Prima edizione |
| Nº | Titolo italiano (traduzione letterale) Giapponese 「Kanji」 - Rōmaji | Giapponese     |                |
| 1  | La partenza Green 「旅立ちのグリーン」 - Tabidachi no Gurīn          | 3 ottobre 2008 |                |

### Initial D Fifth Stage
| Nº serie | Nº | Titolo italiano (traduzione letterale) Giapponese 「Kanji」 - Rōmaji                           | In onda          | In onda |
| Nº serie | Nº | Titolo italiano (traduzione letterale) Giapponese 「Kanji」 - Rōmaji                           | Giapponese       |         |
| 70       | 1  | L'incontro del destino 「運命の出会い」 - Unmei no deai                                        | 9 novembre 2012  |         |
| 71       | 2  | Il nuovo campo di battaglia 「新たなる戦場」 - Aratanaru senjō                                 | 9 novembre 2012  |         |
| 72       | 3  | Dead Line 「デッド・ライン」 - Deddo Rain                                                      | 14 dicembre 2012 |         |
| 73       | 4  | La Revenge Battle predestinata 「因縁のリベンジバトル」 - In'nen no Ribenji Batoru             | 14 dicembre 2012 |         |
| 74       | 5  | Fujiwara Zone 「藤原ゾーン」 - Fujiwara Zōn                                                    | 11 gennaio 2013  |         |
| 75       | 6  | La determinazione di Keisuke 「啓介の意地」 - Keisuke no iji                                   | 11 gennaio 2013  |         |
| 76       | 7  | Il cuore di Zero 「無の心」 - Zero no kokoro                                                   | 8 febbraio 2013  |         |
| 77       | 8  | Diavolo bianco 「白い悪魔」 - Shiroi akuma                                                     | 8 febbraio 2013  |         |
| 78       | 9  | Shinigami 「死神」 - Shinigami                                                                 | 8 marzo 2013     |         |
| 79       | 10 | Fine 「終止符」 - Shūshifu                                                                     | 8 marzo 2013     |         |
| 80       | 11 | Fine. Continua...... 「終止符。そして……」 - Shūshifu. Soshite......                            | 12 aprile 2013   |         |
| 81       | 12 | Brothers 「ブラザーズ」 - Burazāzu                                                             | 12 aprile 2013   |         |
| 82       | 13 | Battle inaspettata 「想定外バトル」 - Sōtei-gai Batoru                                         | 10 maggio 2013   |         |
| 83       | 14 | Conclusione! L'estrema Hill Climb 「決着！極限ヒルクライム」 - Ketchaku! Kyokugen Hiru Kuraimu | 10 maggio 2013   |         |

### Initial D Final Stage
| Nº serie | Nº | Titolo italiano (traduzione letterale) Giapponese 「Kanji」 - Rōmaji | In onda        | In onda |
| Nº serie | Nº | Titolo italiano (traduzione letterale) Giapponese 「Kanji」 - Rōmaji | Giapponese     |         |
| 84       | 1  | Natural 「ナチュラル」 - Nachuraru                                   | 16 maggio 2014 |         |
| 85       | 2  | Il nemico più forte 「最強の敵」 - Saikyō no teki                    | 16 maggio 2014 |         |
| 86       | 3  | Fragranza pericolosa 「危険な匂い」 - Kiken'na nioi                  | 22 giugno 2014 |         |
| 87       | 4  | Dream 「ドリーム」 - Dorīmu                                          | 22 giugno 2014 |         |

### Initial D Battle Stage 3
| Nº | Titolo italiano (traduzione letterale) Giapponese 「Kanji」 - Rōmaji | Prima edizione | Prima edizione |
| Nº | Titolo italiano (traduzione letterale) Giapponese 「Kanji」 - Rōmaji | Giapponese     |                |
| 1  | Initial D Battle Stage 3 「INITIAL D BATTLE STAGE 3」                | 5 marzo 2021   |                |

## Home video

### Giappone
Initial D First Stage è stato pubblicato in DVD dal 29 marzo al 13 settembre 2000.
| Volume | Episodi | Data di pubblicazione |
| ------ | ------- | --------------------- |
| 1      | 1-2     | 29 marzo 2000         |
| 2      | 3-6     | 26 aprile 2000        |
| 3      | 7-10    | 31 maggio 2000        |
| 4      | 11-14   | 28 giugno 2000        |
| 5      | 15-18   | 26 luglio 2000        |
| 6      | 19-22   | 30 agosto 2000        |
| 7      | 23-26   | 13 settembre 2000     |

Initial D Second Stage è stato pubblicato in DVD dal 25 ottobre 2000 al 24 gennaio 2001.
| Volume | Episodi | Data di pubblicazione |
| ------ | ------- | --------------------- |
| 1      | 1-4     | 25 ottobre 2000       |
| 2      | 5-7     | 29 novembre 2000      |
| 3      | 8-10    | 13 dicembre 2000      |
| 4      | 11-13   | 24 gennaio 2001       |

Initial D Extra Stage è stato pubblicato in DVD il 22 marzo 2001.
| Volume | Episodi | Data di pubblicazione |
| ------ | ------- | --------------------- |
| 1      | 1-2     | 22 marzo 2001         |

Initial D Battle Stage è stato pubblicato in DVD il 15 maggio 2002.
| Volume | Episodi | Data di pubblicazione |
| ------ | ------- | --------------------- |
| 1      | 1       | 15 maggio 2002        |

Initial D Fourth Stage è stato pubblicato in DVD dal 16 giugno 2004 al 19 aprile 2006.
| Volume | Episodi | Data di pubblicazione |
| ------ | ------- | --------------------- |
| 1      | 1-2     | 16 giugno 2004        |
| 2      | 3-4     | 18 agosto 2004        |
| 3      | 5-6     | 20 ottobre 2004       |
| 4      | 7-8     | 15 dicembre 2004      |
| 5      | 9-10    | 16 febbraio 2005      |
| 6      | 11-12   | 20 aprile 2005        |
| 7      | 13-14   | 15 giugno 2005        |
| 8      | 15-16   | 17 agosto 2005        |
| 9      | 17-18   | 19 ottobre 2005       |
| 10     | 19-20   | 21 dicembre 2005      |
| 11     | 21-22   | 15 febbraio 2006      |
| 12     | 23-24   | 19 aprile 2006        |

Initial D Battle Stage 2 è stato pubblicato in DVD il 30 maggio 2007.
| Volume | Episodi | Data di pubblicazione |
| ------ | ------- | --------------------- |
| 1      | 1       | 30 maggio 2007        |

Initial D Extra Stage 2 è stato pubblicato in DVD il 3 ottobre 2008.
| Volume | Episodi | Data di pubblicazione |
| ------ | ------- | --------------------- |
| 1      | 1       | 3 ottobre 2008        |

Initial D Fifth Stage è stato pubblicato in DVD dall'11 gennaio al 12 luglio 2013.
| Volume | Episodi | Data di pubblicazione |
| ------ | ------- | --------------------- |
| 1      | 1-2     | 11 gennaio 2013       |
| 2      | 3-4     | 8 febbraio 2013       |
| 3      | 5-6     | 8 marzo 2013          |
| 4      | 7-8     | 12 aprile 2013        |
| 5      | 9-10    | 10 maggio 2013        |
| 6      | 11-12   | 14 giugno 2013        |
| 7      | 13-14   | 12 luglio 2013        |

Initial D Final Stage è stato pubblicato in DVD dal 13 giugno all'11 luglio 2014.
| Volume | Episodi | Data di pubblicazione |
| ------ | ------- | --------------------- |
| 1      | 1-2     | 13 giugno 2014        |
| 2      | 3-4     | 11 luglio 2014        |

Initial D Battle Stage 3 è stato pubblicato in DVD il 5 marzo 2021.
| Volume | Episodi | Data di pubblicazione |
| ------ | ------- | --------------------- |
| 1      | 1       | 5 marzo 2021          |

### Italia
In Italia i diritti della serie Initial D First Stage sono stati acquistati da Shin Vision che ha pubblicato i primi 3 volumi DVD dal 15 dicembre 2004 al 12 settembre 2005. Originariamente la collana doveva comporsi da 7 DVD, in maniera analoga alla versione giapponese, tuttavia la pubblicazione si è fermata al terzo volume e quindi sono stati resi disponibili esclusivamente i primi 12 episodi. A seguito del fallimento della casa editrice, i restanti episodi sono rimasti inediti.
| Volume | Episodi | Data di pubblicazione |
| ------ | ------- | --------------------- |
| 1      | 1-4     | 15 dicembre 2004      |
| 2      | 5-8     | 6 maggio 2005         |
| 3      | 9-12    | 12 settembre 2005     |